# 第48屆金馬獎
第48屆金馬獎是2011年台灣與華語電影業界的年度盛事之一，表揚2011年度傑出華語電影作品與電影工作者。頒獎典禮於台灣時間11月26日下午7時在新竹市文化局演藝廳舉行，由臺灣電視公司執行製播，曾志偉、曾寶儀父女搭檔主持，台視頻道、Astro AEC、新浪網全程實況轉播，本年度《桃姐》榮獲最佳導演、最佳男主角和最佳女主角三項大獎，亦是金馬獎第二度將三項重要獎項頒給同一部電影（上一記錄者為第35屆金馬獎天浴）。

## 開幕影片
今年正逢民國100年主辦單位特別邀請了王小棣、王童、朱延平、何蔚庭、吳念真、沈可尚、侯季然、張艾嘉、張作驥、陳玉勳、陳國富、陳駿霖、楊雅喆、鄭文堂、鄭有傑、蕭雅全、戴立忍、鍾孟宏及魏德聖等20位導演，每人各拍攝5分鐘的短片，共100分鐘。影片名稱為：《10+10》。 《10+10》於11月4日晚間作為2011年金馬國際影展開幕片後，預計於12月16日起在台灣各地正式上映。

## 參賽資格
於2010年8月17日以後完成，且未以任何版本報名金馬獎之影片。影片規格須為35mm拷貝或Digital Cinema Package。如非上述規格之影片，則必須在2011年8月12日前於台灣登記立案之合法戲院公開映演，且首週放映次數不得少於二十場。
影片使用語言二分之一以上必須為華語地區使用之主要語言或方言。若為無對白影片，則影片導演必須為華人，其他主創工作人員中五位以上需為華人。

## 舉辦過程
本屆報名自2011年6月15日起至2011年8月12日止。 統計共有劇情片100部、創作短片（含動畫短片）24部、紀錄片25部、動畫長片3部等182部報名。其中台灣電影佔81部（劇情片類32部，非劇情片類49部），為歷來報名數量最多。入圍名單於10月4日傍晚揭曉，《賽德克·巴萊》入圍11獎項，《讓子彈飛》則以9項入圍居次。
頒獎晚會
- 本屆金馬獎獎晚會於11月26日，在新竹市舉辦。
- 本屆金馬獎表演嘉賓：

1. 《賽德克·巴萊》演員合唱主題曲〈看見彩虹〉
2. 洪敬堯演唱《阿爸》主題曲
3. 胡夏演唱《那些年，我們一起追的女孩》主題曲
4. A-Lin演唱〈追〉緬懷2011年過世的華語電影工作人員
5. 亂彈阿翔演唱《翻滾吧！阿信》主題曲
6. 林憶蓮演唱經典電影主題曲《歌生‧憶愛》（滾滾紅塵、向左走，向右走、歡顏、不能說的秘密、盛夏光年等組曲）
7. 蕭敬騰演唱歌曲為本屆金馬獎入圍最佳男女主角的電影作品《榮耀王后》（電影插曲／主題曲：親愛的小孩、不再讓你孤單、一場遊戲一場夢、跟往事乾杯、永遠不回頭等組曲）

## 評選過程

### 入選過程
今年金馬獎入圍名單把賣座片一網打盡，金馬獎執行長聞天祥透露評審盛讚女主角陳妍希「表演層次分明，有說服力」；新演員柯震東「表演完整生動，有發展潛質」；男主角彭于晏「為角色的付出與努力讓他無異議入圍」。至於讓評審扼腕放棄的遺珠，在最佳新演員項目最多，《命運化妝師》隋棠、《帶一片風景走》侯怡君、《賽德克·巴萊》大庆都遗憾出局。
在最佳男主角項目，《讓子彈飛》周潤發、《讓子彈飛》姜文、《轉山》張書豪、《武俠》金城武都有被評審討論到。金馬獎執委會主席聞天祥透露《单身男女》高圓圓為最佳女主角的遺珠，戰到了最後一刻雖敗給葉德嫻，但演技獲得評審高度肯定。

### 決選過程
本屆最佳劇情片提名中，雖然《賽德克‧巴萊》最終勝出，但其優勢並不大，“它獲獎最重要的理由，是將一個非主流的歷史題材拍成了主流商業電影，這對電影人啟發很大。但正如魏德聖自己在獎臺上說的，他的野心很大，但在很多地方並沒有做到完美。所以該片只是勝在整體比較平均。但在許多單項獎上，它都只能是第二或第三。” 這也就是為什麼《賽德克‧巴萊》雖然拿了最佳劇情片，但在其他單項獎上斬獲並不多的原因。
最佳導演獎是第一個評出來的重要獎項，許鞍華、姜文、魏德聖勢均力敵，經歷了四五輪投票之後，評委們先“放棄”了魏德聖，而在許鞍華和姜文勢均力敵的較量中，評委們大多同意“細膩的人文關懷和細節的精准”應該是金馬導演評判的方向，所以最終，許鞍華勝出。
在最佳新導演環節，因《那些年，我們一起追的女孩》而風頭強勁的九把刀，居然被大陸導演烏爾善打敗，讓人非常意外。對此，張艾嘉的解釋是：“《刀見笑》以視覺美感特殊、敍事自由奔放見長，《那些年，我們一起追的女孩》因碰觸觀眾心底、題材新鮮獲肯定，不過，這更可能是九把刀的編劇功力而不是他的導演水準，所以烏爾善險勝。”
影帝角逐中，進入終極PK的是劉德華與葛優。張艾嘉透露，第一輪投票就排除了彭于晏，隨後是王千源，而劉德華戰勝葛優是因為“《桃姐》全片就靠劉德華與葉德嫻兩人的互動感情撐起，偶像出身的劉德華扮演的是一個‘不知道該如何表達情感’的男人，這種演出和他以往擺酷耍帥的偶像演出有很大的不一樣，演技可圈可點，完全值得肯定。”影后的比拼，主演《不再讓你孤單》的舒淇的支持率一度緊咬葉德嫻。黃渤與小野也向南都記者透露，有不少評審認為秦海璐非常可惜，“她入選的作品是《鋼的琴》，但不少人認為她在《到阜阳六百里》中的表現更好。”

## 入圍暨得獎名單
下列之標記為該獎項之得獎者。

## 多項提名
多項提名電影
- 11項《賽德克·巴萊》
- 9項《讓子彈飛》
- 7項《鋼的琴》
- 6項《桃姐》與《武俠》
- 5項《翻滾吧！阿信》
- 4項《那些年，我們一起追的女孩》與《刀見笑》
- 3項《到阜阳六百里》與《竊聽風雲2》與《李小龍》
- 2項《尋找背海的人》與《金城小子》與《倩女幽魂》與《倭寇的蹤跡》與《轉山》
- 1項《青春啦啦隊》與《被遺忘的時光》與《阿爸》與《復仇者之死》與《最愛》與《不再讓你孤單》與《白蛇傳說之法海》與《小偷》與《老四》與《不知者》與《無名馬》

### 得獎統計
終身成就紀念獎、非競賽獎項不列入統計。
- ：《賽德克·巴萊》（含賽片提名的年度台灣傑出電影工作者）
- ：《桃姐》（包括最佳導演、最佳男主角和最佳女主角三項大獎）、《武俠》
- ：《刀見笑》、《到阜阳六百里》、《讓子彈飛》
- ：《那些年，我們一起追的女孩》、《翻滾吧！阿信》、《尋找背海的人》、《金城小子》、《小偷》

## 評審名單
入圍名單由複審委員討論提出，得獎名單則由複審與決審委員討論共同投票決定。
評審團主席：張艾嘉
複審委員：石昌、李欣芸、郎祖筠、陳勝昌、彭浩翔、瞿友寧、蔡國榮、黃文英、錢翔、蔡崇隆。
決審委員：林奕華、黃渤、幾米、張艾嘉、李滄東、小野。

## 收視率
第48屆金馬獎於2011年11月26日晚間23：15圓滿落幕，收視率堪稱是近12年來最高，總平均收視達5.91，15-44歲收視達6.85，總收視人口數552萬1千人，尤其是在劉德華拿到最佳男主角獎時瞬間創下9.79最高收視，1分鐘共吸睛215萬7000人觀看。
第二高還是劉德華，他單膝下跪頒女主角獎給「乾媽」葉德嫻，收視率9.53，第三高9.45則是舒淇和去年影帝阮經天頒獎給劉德華那一段。
表演項目收視冠軍則是《榮耀王后》蕭敬騰（老蕭）演唱電影組曲，創下高達9.03的收視率。

## 花絮
主持人曾寶儀（阿寶）發燒多日，硬撐到金馬獎典禮結束，與爸曾志偉褒中有貶的主持風格，她說：「爸爸其實是有分寸的！有很多尺度更寬的梗都沒用，一切為了效果，而非放砲。」 
這次在新竹的頒獎典禮場地雖小，明年移師宜蘭，可能在縣府前中央公園臨時建立可容納兩千人的小巨蛋，以議會和縣政府充當休息室、化妝室，仍須金馬獎執委會勘查場地後才定案。
宜蘭縣府編4000萬預算，其中2000萬給金馬獎執委會運用，執委會說，因為大型場地不足，加上舞台限制多，近年在台中市、新北市、桃園等地舉行都僅1000多個座位，但會在戶外架設大型直播設備彌補不足。

## 追思逝世影人
本年度金馬獎的追思逝世影人紀念單元，由A-Lin演唱《追》。以下是追思影人的名單（按影片中出現順序列出）：

| - 康丁——演員。 - 鄧光榮——監製、導演、演員。 - 宇業熒——電影記者。 - 銘——電影發行。 - 鄧育昆——編劇。 - 陳志遠——作曲家。 - 史擷詠——作曲家。 - 廖萬文——攝影。 | - 熊廷武——導演。 - 饒曉明（魯稚子）——製片、編劇。 - 曾近榮——演員。 - 紅薇——演員。 - 丁伯駪——出品、監製。 - 許冠英——演員。 - 何偉康（康白）——編劇、導演。 - 唐如韞——演員。 |

## 外部連結
- 第48屆金馬獎名單 （页面存档备份，存于）（繁體中文）
- 國家電影中心圖書館-第四十八屆金馬獎頒獎典禮
- 時光網-第48届台湾电影金马奖 （页面存档备份，存于）